# Remo Oehninger
Remo Oehninger (* 27. September 1988 in Frauenfeld) ist ein Schweizer Eishockeytorhüter, der seit 2019 beim EHC Frauenfeld in der 1. Division spielt.

## Karriere
Mit dem Eishockeyspielen begann Oehninger mit etwa fünf Jahren beim EHC Frauenfeld. Nach sieben Jahren wechselte er auf die Saison 2001/02 ostwärts zum EHC Winterthur, wo er die übrigen Juniorenstufen durchlief und mit 16 Jahren erstmals auch als Ersatzgoalie an den Spielen der ersten Mannschaft teilnahm. Während seiner Lehre erhielt er bereits ein Angebot vom HC Thurgau, das ihm einen Wechsel in die Nationalliga B ermöglicht hätte – er zog es jedoch aus beruflichen Gründen vor, beim EHC Winterthur zu bleiben.
Zur Saison 2008/09 wurde er zum Stammtorhüter des EHCW und konnte sich aber auch von 2011 bis 2013 im Rotationsprinzip behaupten gegen den vom ZSC-Lions-Nachwuchs kommenden Remo Trüb. 2015 stieg Oehninger zusammen mit dem EHC Winterthur in die National League B auf und stand während zweier Saisons den Kloten Flyers auf Leihbasis als dritter Goalie zur Verfügung, kam jedoch nur einmal im März 2017 in einem Platzierungsspiel gegen die SCL Tigers zu einem Einsatz in der National League A.

## Karrierestatistik
Stand: Ende Februar 2018
(Legende zur Torhüterstatistik: GP oder Sp = Spiele insgesamt; W oder S = Siege; L oder N = Niederlagen; T oder U oder OT = Unentschieden oder Overtime- bzw. Shootout-Niederlage; Min. = Minuten; SOG oder SaT = Schüsse aufs Tor; GA oder GT = Gegentore; SO = Shutouts; GAA oder GTS = Gegentorschnitt; Sv% oder SVS% = Fangquote; EN = Empty Net Goal; 1 Play-downs/Relegation; Kursiv: Statistik nicht vollständig)

## Sonstiges
Nach einer Lehre als Kältemonteur absolvierte Oehninger ein Studium als Wirtschaftsingenieur in Winterthur. Heute arbeitet er als Marketing-Manager.